# Ricci
Ricci ist ein, von dem Spitznamen ricco für jemanden mit krausem, lockigem Haar abgeleiteter, italienischer Familienname. Als Kurzform von Riccardo tritt Ricci außerdem als männlicher Vorname auf.

## Namensträger
- Agostino Ricci (Astronom) (Augustinus Riccius), italienischer Astronom
- Agostino Ricci (Schriftsteller) (Augustinus Riccius; 1512–1564), italienischer Schriftsteller
- Agostino Ricci (General) (1832–1896), italienischer General
- Alberto Ricci (1808–1876), Diplomat und Politiker
- Alessandro Ricci (Maler) (1749–1829), italienischer Maler
- Alessandro Ricci (Forschungsreisender) (1792?–1834), italienischer Arzt und Forschungsreisender
- Alessandro Ricci (Dichter) (1943–2004), italienischer Dichter und Drehbuchautor
- Amico Ricci (1794–1862), italienischer Kunsthistoriker
- Angela Ricci Lucchi (1942–2018), italienische Dokumentarfilmerin
- Antonio Ricci (Bischof von Lecce) († 1483), italienischer Geistlicher, Bischof von Lecce
- Antonio de Ricci († 1488), italienischer Geistlicher, Erzbischof von Reggio Calabria
- Antonio Ricci (Bischof von Arezzo) (1573–1637), italienischer Geistlicher, Bischof von Arezzo
- Antonio Ricci (Politiker) († 1660), san-marinesischer Politiker, Capitano Reggente 1659/1660
- Antonio Ricci (Drehbuchautor) (* 1950), italienischer Drehbuchautor und Regisseur
- Antonio Ricci (Schriftsteller) (1952–1987), italienischer Schriftsteller und Dichter
- Barbara Ricci (* 1971), italienische Schauspielerin
- Beatrice Ricci (* 2003), italienische Tennisspielerin
- Caterina de’ Ricci (Alessandra Lucrezia Romola; 1522–1590), italienische Dominikanerin
- Christina Ricci (* 1980), US-amerikanische Schauspielerin
- Corrado Ricci (1858–1934), italienischer Archäologe und Kunsthistoriker
- Davide Ricci Bitti (* 1984), italienischer Radrennfahrer
- Edoardo Ricci (1928–2008), italienischer Geistlicher, Bischof von San Miniato
- Elena Sofia Ricci (* 1962),  italienische Theater- und Filmschauspielerin
- Federico Ricci (Komponist) (1809–1877), italienischer Komponist
- Federico Ricci (Politiker) (1876–1963), italienischer Politiker
- Federico Ricci (Fußballspieler) (* 1994), italienischer Fußballspieler
- Filippo Ricci (1715–1793), italienischer Maler
- Francesco Ricci (Kardinal, 1679) (1679–1755), italienischer Kardinal
- Francesco Ricci (Sänger), Opernsänger
- Francesco Ricci (Politiker), italienischer Politiker (PdAC)
- Francesco Ricci (Chemiker) (* 1977), italienischer Chemiker
- Francesco Ricci Paracciani (1830–1894), italienischer Geistlicher, Kardinal und Erzpriester des Petersdoms
- Francesco Pasquale Ricci (1732–1817), italienischer Komponist
- Franco Ricci (1916–1997), italienischer Sänger und Schauspieler
- Franco Maria Ricci (1937–2020), italienischer Verleger und Designer
- François Dominique Ricci, französischer Zahnmediziner
- Giacomo Ricci (* 1985), italienischer Automobilrennfahrer
- Giovanni Ricci (Bildhauer), italienischer Bildhauer
- Giovanni Ricci (Kardinal) (1498–1574), italienischer Geistlicher, Erzbischof von Pisa
- Giovanni Ricci (Mathematiker) (1904–1973), italienischer Mathematiker
- Giovanni Ricci, Pseudonym von Johannes Reiche (Komponist) (* 1955), deutscher Komponist und Musiker
- Giovanni Battista Ricci (1845–1929), italienischer Geistlicher, Erzbischof von Ancona und Numana
- Giuseppe Ricci Oddi (1868–1937), italienischer Kunstsammler und Museumsgründer
- Gregorio Ricci-Curbastro (1853–1925), italienischer Mathematiker
- Italia Ricci (* 1986), kanadische Schauspielerin
- Jason Ricci (* 1974), US-amerikanischer Harmonikaspieler und Sänger
- Jean-Louis Ricci (1944–2001), französischer Autorennfahrer
- Johannes Antonius Ricci (1745–1818), römisch-katholischer Weihbischof in Laibach
- Juan Andrés Ricci (1600–1681), spanischer Benediktinermönch, Maler und Architekt
- Leonardo Ricci (1918–1994), italienischer Architekt
- Linda Barla Ricci (* 1896), italienische Opernsängerin (Sopran)
- Lorenzo Ricci (1703–1775), italienischer Ordensgeistlicher, Generaloberer der Gesellschaft Jesu
- Louis-Léonard Antoine de Colli-Ricci (1757–1809), französischer General der Infanterie
- Luciano Ricci (1928–1973), italienischer Filmregisseur
- Luigi Ricci (1805–1859), italienischer Komponist
- Luigi Ricci (Fotograf) (1823–1896), italienischer Maler, Bühnenbildner und Fotograf
- Luigino Ricci (1852–1906), italienischer Komponist
- Luiz Antônio Lopes Ricci (* 1966), brasilianischer Geistlicher, Bischof von Itapetininga
- Marco Ricci (1676–1730), italienischer Maler
- Marco Ricci (Leichtathlet) (* 2001), italienischer Sprinter
- Marcos Rogério Ricci Lopes (* 1986), brasilianischer Fußballspieler
- Maria Teresa Ricci (1912–1969), italienische Drehbuchautorin
- Mario Ricci (1914–2005), italienischer Radrennfahrer
- Matteo Ricci (1552–1610), italienischer Jesuit und Missionar
- Matteo Ricci (Fußballspieler) (* 1994), italienischer Fußballspieler
- Matteo Ricci Petrocchini (1826–1896), italienischer Politiker
- Michelangelo Ricci (1619–1682), italienischer Mathematiker und Kardinal
- Mike Ricci (* 1971), kanadischer Eishockeyspieler
- Natale Ricci (1677–1754), italienischer Maler
- Nicolò Ricci (* 1987), italienischer Jazzmusiker
- Niccolò Ricci (Stuntman) († 2008), italienischer Stuntman
- Nina Ricci (1883–1970), italienisch-französische Designerin und Unternehmensgründerin
- Nino Ricci (* 1959), kanadischer Schriftsteller
- Nora Ricci (1924–1976), italienische Schauspielerin
- Ostilio Ricci (1540–1603), italienischer Mathematiker
- Paul Ricci (1914–2001), US-amerikanischer Jazzmusiker
- Renzo Ricci (1898–1978), italienischer Schauspieler
- Rudy Ricci (1940–2012), US-amerikanischer Filmregisseur, Schauspieler und Drehbuchautor
- Ruggiero Ricci (1918–2012), US-amerikanischer Violinist
- Samuele Ricci (* 2001), italienischer Fußballspieler
- Sandro Ricci (* 1974), brasilianischer Fußballschiedsrichter
- Scipione de’ Ricci (1741–1810), italienischer Geistlicher, Bischof von Pistoia
- Sebastiano Ricci (1659–1714), italienischer Maler
- Stefano Ricci (Bildhauer) (1765–1837), italienischer Bildhauer
- Stefano Ricci (Comiczeichner) (* 1966), italienischer Comiczeichner
- Tonino Ricci (1927–2014), italienischer Filmregisseur und Drehbuchautor
- Ubaldo Ricci (1669–1732), italienischer Maler
- Umberto Ricci (1879–1946), italienischer Ökonom und Hochschullehrer
- Veronica Ricci (* 1988), US-amerikanische Schauspielerin
- Walter Ricci (* 1946), französischer Radrennfahrer